# Čestmír Křižka
Čestmír Křižka (* 24. dubna 1969) je bývalý český fotbalista.

## Fotbalová kariéra
V české lize hrál za FK Švarc Benešov. Nastoupil ve 4 ligových utkáních. Ve druhé lize hrál také za Benešov.

## Ligová bilance
| Ročník                          | Zápasy | Góly | Klub             |
| ------------------------------- | ------ | ---- | ---------------- |
| 1. česká fotbalová liga 1994/95 | 4      | 0    | FK Švarc Benešov |
| CELKEM                          | 4      | 0    |                  |